# Ugo Pizzarello
Ugo Pizzarello, italijanski general, * 1877, † 1959.